# 사쿠라마치 천황
사쿠라마치 천황(桜町天皇, 1720년 2월 8일 ~ 1750년 5월 28일)은 일본의 제115대 천황(재위 1735년 ~1747년)이다. 1728년에 태자가 되어 1735년 아버지의 양위로 천황에 즉위했다.
1735년부터 1747년까지 재위하는 동안 1735년부터 1745년까지 도쿠가와 요시무네가 섭정하였고 1745년부터 1747년까지 도쿠가와 이에시게가 섭정하였다.

## 가족
나카미카도 천황의 제1황자이다. 어머니는 고노에 이에히로의 딸인 고노에 히사코이다.
- 여어(女御): 니조 이에코(二条舍子)
  - 제1황녀: 모리코 내친왕(盛子内親王)
  - 제2황녀: 도시코 내친왕(고사쿠라마치 천황)
- 전시(典侍): 아네가코지 사다코(姉小路定子)
  - 제1황자: 도히토 친왕(모모조노 천황)

## 일화
사쿠라마치 천황은 메밀국수를 좋아했지만 천황으로 즉위한 이후에는 가장 우수한 곡식으로 여겨지는 쌀 이외의 곡물은 먹을 수 없어서 천황이 된 것을 좋아하지 않았다. 하지만 아들에게 양위를 한 후에는 예전처럼 메밀국수를 먹는 것이 허용되었다.

## 같이 보기
- 일본 천황
- 고사쿠라마치 천황